# Gilmore Girls (5.ª temporada)
A quinta temporada de Gilmore Girls, uma série de televisão de comédia dramática americana, começou a ser exibida em 21 de setembro de 2004 na The WB. A temporada terminou em 17 de maio de 2005, após 22 episódios. A temporada foi ao ar nas noites de terça-feira.

## Elenco

### Principal
- Lauren Graham como Lorelai Gilmore
- Alexis Bledel como Rory Gilmore
- Melissa McCarthy como Sookie St. James
- Scott Patterson como Luke Danes
- Keiko Agena como Lane Kim
- Yanic Truesdale como Michel Gerard
- Liza Weil como Paris Geller
- Sean Gunn como Kirk Gleason
- Kelly Bishop como Emily Gilmore
- Edward Herrmann como Richard Gilmore

### Recorrente
- Jackson Douglas como Jackson Belleville
- Matt Czuchry como Logan Huntzberger
- Liz Torres como Miss Patty
- Emily Kuroda como Sra. Kim
- Sally Struthers como Babette Dell
- Ted Rooney como Morey Dell
- Michael Winters como Taylor Doose
- Jared Padalecki como Dean Forester
- David Sutcliffe como Christopher Hayden
- Todd Lowe como Zach Van Gerbig
- John Cabrera como Brian Fuller
- Wayne Wilcox como Marty
- Sebastian Bach como Gil
- Danny Strong como Doyle McMaster
- Kathleen Wilhoite como Liz Danes
- Michael DeLuise como TJ
- Gregg Henry como Mitchum Huntzberger
- Scout. Taylor como Carla Forster
- Devon Sorvari como Honor Huntzberger
- Arielle Kebbel como Lindsay Lister Forster

## Episódios
| N.º na série | N.º na temp. | Título                          | Dirigido por          | Escrito por                       | Exibição original       | Cód. de produção | Audiência (milhões) |
| --- | ------------ | ------------------------------- | --------------------- | --------------------------------- | ----------------------- | ---------------- | ------------------- |
| 88 | 1            | "Say Goodbye to Daisy Miller"   | Amy Sherman-Palladino | Amy Sherman-Palladino             | 21 de setembro de 2004  | 2T5301           | 6.20                |
| Lorelai está incomodada com Rory, pois ela recusa-se a discutir sua situação com Dean, o que causa angústia em Lorelai. Emily anuncia que ela e Richard estão separando-se. Sookie fica em êxtase quando Kirk diz a ela que Luke e Lorelai beijaram-se. A tentativa de Rory de encontrar Dean e discutir o que aconteceu leva a muita ação, mas nenhuma conversa. Dean provoca uma discussão com Lindsay depois de sair da casa de Rory. Emily decide ir para a Europa e convida Rory para acompanhá-la. Lorelai e Luke ficam muito hesitantes no dia seguinte até conseguirem assegurar-se de que estão no caminho certo. Luke vai para o Maine por uma semana para ajudar Liz e T.J. com sua feira medieval. |              |                                 |                       |                                   |                         |                  |                     |
| 89 | 2            | "A Messenger, Nothing More"     | Daniel Palladino      | Daniel Palladino                  | 28 de setembro de 2004  | 2T5302           | 5.99                |
| Luke decide que é hora de voltar para casa depois de sete semanas na feira medieval. Rory pede desculpas à sua mãe, e pede que ela entregue uma carta a Dean. Emily e Rory retornam de sua viagem. Michel fica extremamente entusiasmado quando é pressionado a cuidar de crianças cujos hóspedes são especiais. Depois que Lindsay encontra a carta de Rory, ela expulsa Dean para fora de casa junto com seus pertences, e sua mãe tem um confronto furioso com Lorelai na praça da cidade. Lane percebe que está apaixonando-se por Zack. Rory fica triste quando Dean lamenta a mudança em seu relacionamento e o dano que causou a sua esposa e sua família. |              |                                 |                       |                                   |                         |                  |                     |
| 90 | 3            | "Written in the Stars"          | Kenny Ortega          | Amy Sherman-Palladino             | 5 de outubro de 2004    | 2T5303           | 6.10                |
| Luke e Lorelai vão ao seu primeiro encontro oficial em um restaurante de propriedade de velhos amigos dos pais de Luke. E ele lembra Lorelai de como conheceram-se. Lorelai passa a noite na casa de Luke. De manhã, ela desce até a lanchonete para tomar um café, e a multidão do café da manhã a vê vestindo apenas a camisa de Luke. Enquanto isso, Rory conhece um rico aluno de Yale chamado Logan. Paris acolhe Asher que todos os convidados assumem ser uma festa de barril com um tema estranho. Emily enlouquece quando descobre que Richard tem uma vida social que ela aparentemente não conhecia. |              |                                 |                       |                                   |                         |                  |                     |
| 91 | 4            | "Tippecanoe and Taylor, Too"    | Lee Shallat-Chemel    | Bill Prady                        | 12 de outubro de 2004   | 2T5304           | 5.81                |
| Lorelai e Sookie dirigem o comitê de campanha de Jackson, quando ele decide concorrer com Taylor para o conselho municipal, mas Lorelai tem dúvidas quando vê como a vitória projetada de Jackson está afetando Taylor. Rory e Dean têm dificuldade em encontrar um lugar confortável para ficarem sozinhos, agravado pelo fato dele ter que dividir o carro com Lindsay e sua indecisão em tornar público seu relacionamento com Rory. Lane confessa seus verdadeiros sentimentos a Zack. Depois que todos os votos foram contados, Jackson não tem certeza de que quer o emprego, e Taylor promete não ir embora em silêncio. |              |                                 |                       |                                   |                         |                  |                     |
| 92 | 5            | "We Got Us a Pippi Virgin"      | Stephen Clancy        | Daniel Palladino                  | 19 de outubro de 2004   | 2T5305           | 5.64                |
| Lorelai decide que um encontro duplo com Rory e Dean é a maneira de amenizar as dificuldades em seu relacionamento com Dean, mas a noite dá errado quando Luke não consegue evitar demonstrar que ele não acredita que Dean não é bom o suficiente para Rory. Na falta de resposta de Zack sobre a declaração de seus sentimentos, Lane os revoga, o que finalmente faz Zack falar. Lorelai apresenta Luke a Pippi Longstocking, enquanto Kirk se familiariza muito com Lulu durante a noite de cinema na Black & White & Read Bookstore. |              |                                 |                       |                                   |                         |                  |                     |
| 93 | 6            | "Norman Mailer, I'm Pregnant!"  | Matthew Diamond       | James Berg, Stan Zimmerman        | 26 de outubro de 2004   | 2T5306           | 5.60                |
| Doyle fica com ciúmes quando o artigo de Glenn é divulgado pelo New York Times. Rory descobre que Logan, filho de um magnata do jornal, também está na equipe do jornal. Desesperada com a ideia de uma história para a atribuição de suas concepções, depois de vários conceitos falharem, Rory descobre uma sociedade secreta de Yale que conta Logan como membro e pede sua cooperação para obter uma história sobre o grupo. Sookie fica chateada quando o contador da pousada sugere almoçar temporariamente para economizar dinheiro e Norman Mailer põe uma mesa na sala de jantar para trabalhar e dar entrevistas, e recusa-se a pedir qualquer coisa do menu, exceto chá gelado. Lorelai e Rory aparecem para o jantar de sexta-feira à noite e, quando descobrem que nem Emily e Richard estão em casa, decidem pedir pizza e comer no chão da sala. Christopher chama Lorelai em pânico quando Sherry de repente decide mudar-se para Paris. Depois de enlouquecer completamente com a presença constante de Norman Mailer, Sookie percebe que suas emoções e sensibilidade extremas nos últimos dias são o resultado de ela estar grávida de novo. Rory pede a Christopher para ficar longe de Lorelai.                  |              |                                 |                       |                                   |                         |                  |                     |
| 94 | 7            | "You Jump, I Jump, Jack"        | Kenny Ortega          | Daniel Palladino                  | 2 de novembro de 2004   | 2T5307           | 5.81                |
| Emily vai direto ao ponto e diz que já sabe que Lorelai está namorando e cobra que seja apresentada (novamente) ao namorado, Luke. Lorelai retransmite o convite da mãe para Luke e ele aceita com naturalidade. Rory informa a Doyle que tem um contato dentro da sociedade secreta da qual deseja escrever uma matéria. Zack chama Lane para fora da lanchonete e em uma situação um pouco sem jeito ele diz para ela que está pronto. Chega o dia do jantar e Emily promove retaliações veladas durante todo o momento em que ela, Lorelai e Luke estão juntos. Lorelai tenta interferir mas Luke pede que ela o deixe lidar com a situação. O contato de Rory deixa instruções em sua janela para que sejam seguidas a fim de possibilitá-la fazer a matéria sobre esta sociedade secreta. A primeira instrução é que ela vende os olhos e entre em um carro. Richard convida Luke para jogar golfe. Zack e Lane tem um encontro. Rory tira a venda e está no meio da floresta com muitas pessoas que se vestem e falam diferente. No dia seguinte ela acorda e é pega de surpresa com um convite estranho e assustador. Emily e Richard discutem. Alguém bate na porta e quando Rory vai atender, encontra alguns itens no chão. |              |                                 |                       |                                   |                         |                  |                     |
| 95 | 8            | "The Party's Over"              | Eric Laneuville       | Amy Sherman-Palladino             | 9 de novembro de 2004   | 2T5308           | 6.13                |
| 96 | 9            | "Emily Says Hello"              | Kenny Ortega          | Rebecca Rand Kirshner             | 16 de novembro de 2004  | 2T5309           | 6.00                |
| 97 | 10           | "But Not as Cute as Pushkin"    | Michael Zinberg       | Amy Sherman-Palladino             | 30 de novembro de 2004  | 2T5310           | 6.23                |
| 98 | 11           | "Women of Questionable Morals"  | Matthew Diamond       | Daniel Palladino                  | 25 de janeiro de 2005   | 2T5311           | 5.04                |
| 99 | 12           | "Come Home"                     | Kenny Ortega          | Jessica Queller                   | 1 de fevereiro de 2005  | 2T5312           | 5.20                |
| 100 | 13           | "Wedding Bell Blues"            | Amy Sherman-Palladino | Amy Sherman-Palladino             | 8 de fevereiro de 2005  | 2T5313           | 6.26                |
| 101 | 14           | "Say Something"                 | Daniel Palladino      | Daniel Palladino                  | 15 de fevereiro de 2005 | 2T5314           | 5.29                |
| 102 | 15           | "Jews and Chinese Food"         | Matthew Diamond       | Amy Sherman-Palladino             | 22 de fevereiro de 2005 | 2T5315           | 5.37                |
| 103 | 16           | "So...Good Talk"                | Jamie Babbit          | Lisa Randolph                     | 1 de março de 2005      | 2T5316           | 5.42                |
| 104 | 17           | "Pulp Friction"                 | Michael Zinberg       | James Berg, Stan Zimmerman        | 8 de março de 2005      | 2T5317           | 5.34                |
| 105 | 18           | "To Live and Let Diorama"       | Jackson Douglas       | Daniel Palladino                  | 19 de abril de 2005     | 2T5318           | 4.82                |
| 106 | 19           | "But I'm a Gilmore!"            | Michael Zinberg       | Amy Sherman-Palladino             | 26 de abril de 2005     | 2T5319           | 5.52                |
| 107 | 20           | "How Many Kropogs to Cape Cod?" | Jamie Babbit          | Bill Prady, Rebecca Rand Kirshner | 3 de maio de 2005       | 2T5320           | 5.41                |
| 108 | 21           | "Blame Booze and Melville"      | Jamie Babbit          | Daniel Palladino                  | 10 de maio de 2005      | 2T5321           | 5.14                |
| 109 | 22           | "A House Is Not a Home"         | Amy Sherman-Palladino | Amy Sherman-Palladino             | 17 de maio de 2005      | 2T5322           | 5.89                |